# Rezerwat przyrody Wierzchomińskie Bagno
Rezerwat przyrody „Wierzchomińskie Bagno” – rezerwat torfowiskowy w województwie zachodniopomorskim, w powiecie koszalińskim, w gminie Będzino, 1,5 km na południowy zachód od Wierzchomina, 7 km na północny zachód od Biesiekierza.
Został utworzony na mocy zarządzenia Ministra Leśnictwa i Przemysłu Drzewnego z dnia 4 lipca 1984 roku. Zajmuje powierzchnię 43,64 ha (akt powołujący podawał 43,60 ha).
Celem ochrony jest zachowanie kompleksu jeziora dystroficznego i torfowiska mszarnego, otoczonego lasami typowymi dla Pobrzeża Bałtyku, zwłaszcza fragmentami boru bagiennego i brzeziny bagiennej (ekosystem buczyn i pomorskich lasów brzozowo-dębowych) z wrzoścem bagiennym (Erica tetralix), ważką zalotką spłaszczoną oraz motylami: modraszkiem bagniczkiem i strzępotkiem soplaczkiem.
Obszar rezerwatu objęty jest ochroną czynną.
Na zachodzie i południu wspólna granica z rezerwatem przyrody „Warnie Bagno”.
Nadzór: Nadleśnictwo Gościno.